# Okha
Okha (en russe : Оха) est une ville de l'oblast de Sakhaline, en Russie, et le centre administratif du raïon d'Okha. Sa population s'élevait à 19 292 habitants en 2022.

## Géographie
Okha est située sur la côte nord-est de l'île Sakhaline, à 740 km au nord de Ioujno-Sakhalinsk, capitale de l'oblast, à 794 km au nord-est de Khabarovsk et à 6 096 km à l'est de Moscou.

## Histoire
Du pétrole a été découvert sur le territoire de l'actuelle ville d'Okha en 1880, ce qui a marqué la naissance de la localité, qui a d'abord porté le nom d'Okhe puis Okha. Dans le dialecte local, ce nom signifierait « mauvaises eaux ». L'essor de l'industrie pétrolière a commencé en 1923, au moment de l'occupation japonaise (1920-1925) et l'empire du Japon se fait octroyer des concessions, la production en 1927 est de 68 000 t réservé à la Marine impériale japonaise. En 1938, Okha a obtenu le statut de ville.
Okha, accueillit les nombreuses victimes du séisme de Neftegorsk, qui fut particulièrement dévastateur (magnitude de 7,6 sur l'échelle de Richter). Il eut lieu à Neftegorsk, dans la partie sud du raïon Okhinski, le 28 mai 1995. Ce village fut entièrement détruit et plus de 2 000 habitants perdirent la vie. Un séisme deux fois moins violent eut lieu le 10 mai 2005 près de la cité pétrolière de Sabo et de la ville d'Okha, mais ne fit ni victimes ni dégâts.
L'ancien maire de la ville d'Okha, Alexandre Khorochavine, a été nommé gouverneur de l'oblast de Sakhaline en août 2007.

## Population
Recensements (*) ou estimations de la population:
| 1931  | 1939*  | 1959*  | 1967   | 1970*  | 1979*  | 1989*  | 1992   |
| ----- | ------ | ------ | ------ | ------ | ------ | ------ | ------ |
| 7 700 | 19 601 | 27 636 | 30 000 | 30 980 | 32 925 | 36 104 | 37 000 |

| 1996   | 1998   | 2000   | 2001   | 2002*  | 2003   | 2004   | 2005   |
| ------ | ------ | ------ | ------ | ------ | ------ | ------ | ------ |
| 31 700 | 29 400 | 28 200 | 28 400 | 27 963 | 28 000 | 27 500 | 27 512 |

| 2006   | 2007   | 2008   | 2009   | 2010*  | 2011   | 2012   | 2013   |
| ------ | ------ | ------ | ------ | ------ | ------ | ------ | ------ |
| 26 683 | 26 651 | 26 388 | 26 419 | 23 008 | 23 000 | 22 349 | 21 830 |

| 2014   | 2015   | 2016   | 2017   | 2018   | 2019   | 2020   | 2021   |
| ------ | ------ | ------ | ------ | ------ | ------ | ------ | ------ |
| 21 495 | 21 203 | 21 081 | 20 916 | 20 715 | 20 391 | 20 016 | 19 783 |

| 2022   | - | - | - | - | - | - | - |
| ------ | - | - | - | - | - | - | - |
| 19 292 | - | - | - | - | - | - | - |

## Économie
Okha est un centre de l'industrie pétrolière et gazière et le point de départ de l'oléoduc vers Komsomolsk-sur-l'Amour. Rosneft exploite 3 000 forages dans la région. Cette activité inquiète les défenseurs de l'environnement, en raison des rejets de boues de forage et de l'état des oléoducs.
Les autres activités économiques sont une centrale thermique, le travail du bois, la construction, l'industrie agroalimentaire.